# Dächingen
Dächingen ist ein Teilort der Großen Kreisstadt Ehingen (Donau) im Alb-Donau-Kreis in Baden-Württemberg. Der Ort wurde im Jahr 1973 nach Ehingen eingemeindet. Ortsvorsteher ist Alfons Köhler (Stand: 2024).

## Geschichte
Am Anfang des 12. Jahrhunderts ist der Ortsname „Dächingen“ das erste Mal in den Zwiefalter Chroniken zu finden. Vom Jahre 1263 bis zum Jahre 1271 ist ein Berthold von Dächingen belegt. Er soll Dienstmann der Grafen von Wartstein gewesen sein. Südlich von Dächingen lag die Burg Hochdorf, die im Jahre 1387 im Städtekrieg von den Ulmern zerstört wurde.
Seit dem Jahre 1270 war Dächingen Lehen der Grafen von Württemberg, und zwar als Teil der Herrschaft der Herren von Steußlingen. Letztere belehnten im 14. Jahrhundert die Herren von Freyberg mit dem Ort, später taten dies auch Ulmer und Ehinger Bürger. In den Jahren 1479 und 1507 kam Dächingen an das Heilig-Geist-Spital in Ehingen. Zum Oberamt Ehingen gehörte Dächingen im Jahre 1806; 1820 erhielt der Ort einen eigenen Schultheiß. Zuvor war Dächingen von Altsteußlingen aus verwaltet worden.
Die Riedkapelle – östlich außerhalb des Ortskerns – ist im Jahre 1465 erwähnt worden. Sie war eine Filiale der Pfarrei Altsteußlingen. Die „Maria im Elend“ genannte Kapelle wurde beliebtes Ziel von Wallfahrten. Die heutige Kirche in der Ortsmitte wurde im Jahre 1848 in der ehemaligen Zehntscheuer eingerichtet. Der Turm der Kirche stammt aus den Jahren 1993/94.
Am 1. Dezember 1973 wurde Dächingen nach Ehingen eingemeindet.

## Politik

### Ortschaftsrat
Dem Ortschaftsrat gehören nach der Kommunalwahl vom 9. Juni 2024 mit dem Ortsvorsteher als Vorsitzenden acht Mitglieder an.
| Partei      | Stimmen | Sitze |
| Bürgerliste | 95,64 % | 8     |

## Dorfgemeinschaft

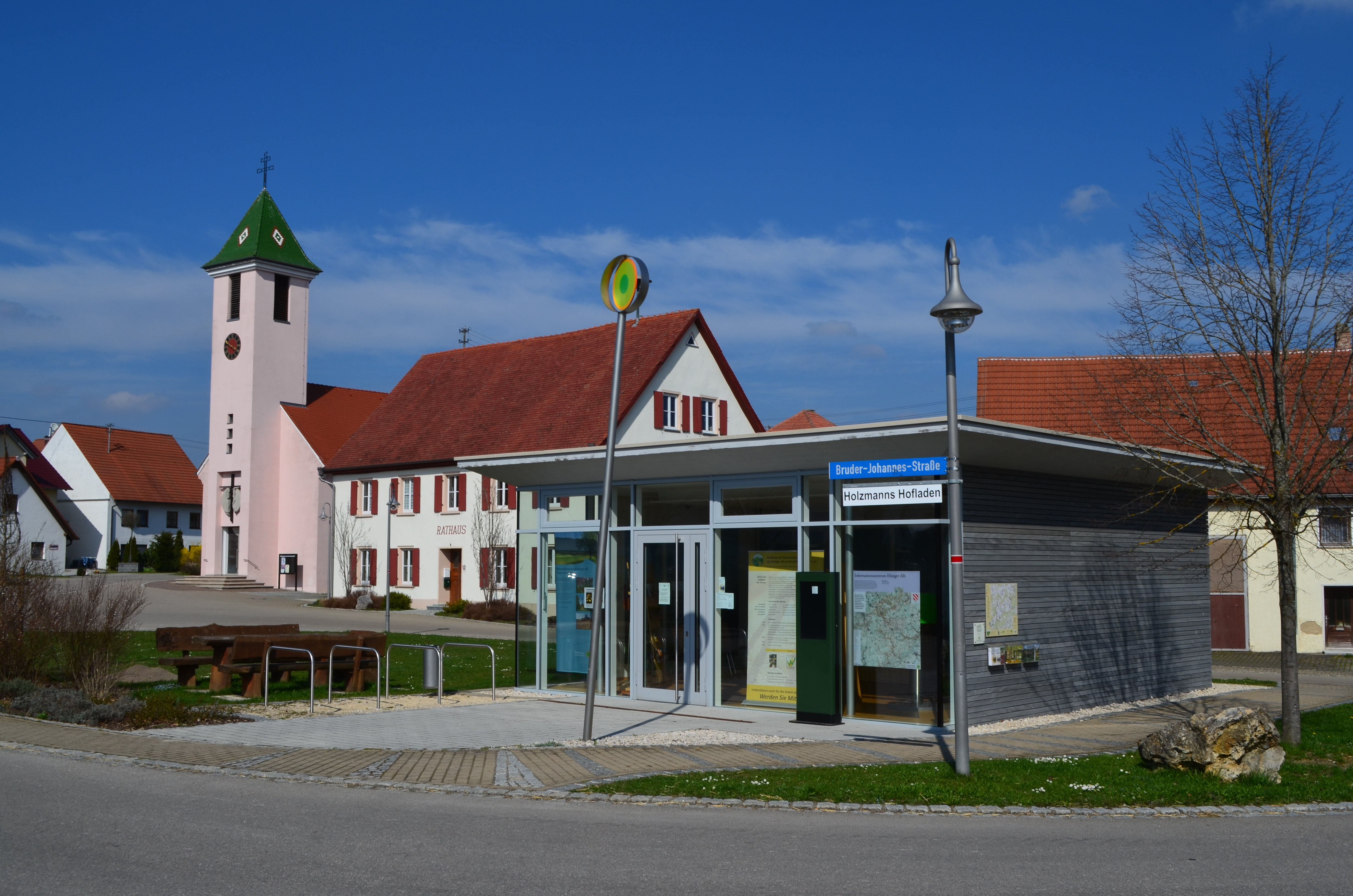
Dächingen, Dorfplatz

2017 hat Dächingen an dem Wettbewerb Unser Dorf hat Zukunft teilgenommen und hat es erfolgreich in die Landesebene geschafft.
2018 erreichte Dächingen im Landeswettbewerb eine Goldmedaille.

## Söhne des Ortes
- Johannes Baptista Stiehle (1829–1899), Redemptoristen-Bruder, Architekt, Baumeister und Schreiner
- Anton Kner (1911–2003), römisch-katholischer Theologe und geistlicher Schriftsteller